# بقعه میرعلاءالدین جوشقان قالی
بقعه میر علاءالدین جوشقان قالی مربوط به دوره صفوی است و در ۸۰ کیلومتری جنوب غربی کاشان روبروی بقعه واقع شده و این اثر در تاریخ ۲۲ خرداد ۱۳۷۹ با شمارهٔ ثبت ۲۷۰۴ به‌عنوان یکی از آثار ملی ایران به ثبت رسیده است.